# علی و نینو
علی و نینو (əli və Nino) فیلمی جنگی انگلیسی-آذربایجانی محصول سال ۲۰۱۶ است که براساس رمانی از کوربان سعید با همین نام ساخته شده‌است.
این فیلم توسط کریستوفر همپتون و به کارگردانی آصف کاپادیا ساخته شده‌است و ماریا والورده و آدم بکری در این فیلم ایفای نقش می‌کنند.

## بازیگران
- آدم بکری در نقش علی خان شیروانشیر - آذربایجانی - مسلمان
- ماریا والورده در نقش نینو کیپیانی - گرجی - مسیحی
- ریکاردو اسکامارچو در نقش ملک نخاریان - ارمنی - مسیحی
- همایون ارشادی در نقش صفرخان - پدر علی
- خالد ارگنچ در نقش فتحعلی خان خویسکی
- اسد بوآب در نقش الیاس بی
- نومان آکار در نقش سید مصطفی
- اکین کوچ در نقش محمد حیدر
- کانی نیلسن در نقش دوشس تامار کیپیانی - مادر نینو
- مندی پتینکین در نقش دوک گرگور کیپیانی - پدر نینو
- پرویز ممدرزایف در نقش کوچو
- قربان اسماعیلوف در نقش کاسی ملا
- جمشود زینالوف در نقش یاها گلی
- فخر مانافوف در نقش زینالعابدین تقی اف
- نیگار گلاحمدوا در نقش سونا تقیویه
- پرویز باگیروف در نقش موسی نقی اف
- مهربان زکی در نقش سلطان هانوم
- راسیم جعفروف در نقش ایوان

## تولید
بیشتر این فیلم در آذربایجان، ترکیه، گرجستان و روسیه فیلمبرداری شده‌است.